# Riddarholmens församling
Riddarholmens församling eller Riddarholmsförsamlingen var en församling i Stockholm, omfattande Riddarholmen. Församlingskyrka var Riddarholmskyrkan.

## Administrativ historik
Riddarholmen tillhörde ursprungligen Storkyrkoförsamlingen, varur Riddarholmens församling utbröts i början av 1600-talet. Till en början hörde församlingen till Storkyrkoförsamlingens pastorat, men från den 1 maj 1638 utgjorde den ett eget pastorat. Riddarholmens församling upphörde att existera som kyrkoadministrativ enhet den 1 december 1807, då den uppgick i Storkyrkoförsamlingen igen.

## Kyrkoherdar
Kyrkoherden i Riddarholmens församling hade som prebende Bromma församling 1663–1669 och 1683–1784, samt Västra Ryds församling med Näs församling 1787–1806, som inte var annexförsamling, som ibland uppges.
| Ämbetstid | Namn                                | Levnadstid | Övrigt                                              |
| --------- | ----------------------------------- | ---------- | --------------------------------------------------- |
| 1580–1582 | Sven Laurentii                      | –1599      | Senare kyrkoherde i Rystads församling.             |
| 1582      | Andreas Petri                       |            |                                                     |
| 1586–1588 | Augustinus Olai                     | –1588      |                                                     |
| 1589–     | Georgius Andreæ Galle               |            |                                                     |
| 1593–1594 | Amundus Beronis                     |            | Senare kyrkoherde i Danviks församling.             |
| 1594–1597 | Olaus Olai                          | –1609      |                                                     |
| 1599–1607 | Jöns Jacobi                         |            |                                                     |
| 1607–1609 | Nicolaus Petri                      |            |                                                     |
| 1610–1612 | Laurentius Engelberti Buræus        | 1573–1612  |                                                     |
| 1612      | Ericus Erici Helsingius             | –1612      |                                                     |
| 1615      | Sigfridus Aronus Forsius            | –1624      |                                                     |
| 1615–1617 | Jonas Palma                         | –1642      |                                                     |
| 1617–1619 | Haquinus Laurentii Rhezelius        | –1627      |                                                     |
| 1619–1627 | Andreas Laurentii                   |            |                                                     |
| 1627      | Petrus Laurentii Gothus Tingstadius |            |                                                     |
| 1630      | Canutus                             |            |                                                     |
| 1634–1646 | Johannes Sigfridi                   | –1646      |                                                     |
| 1646–1648 | Petrus Schomerus                    | 1607–1660  |                                                     |
| 1648–1659 | Andreas Matthiæ Tolstadius          | –1659      |                                                     |
| 1661–1665 | Zacharias Klingius                  | 1610–1671  |                                                     |
| 1665–1669 | Johannes Elai Terserus              |            | Senare kyrkoherde i Klara församling.               |
| 1668      | Olaus Andreae Bergius               | 1627–1692  | Utnämnd 1668. Senare kyrkoherde i Klara församling. |
| 1669–1674 | Marcus Simming den äldre            | 1621–1690  |                                                     |
| 1674–1675 | Martinus Blockius                   | 1627–1675  |                                                     |
| 1676–1678 | Daniel Dusæus                       | 1641–1678  |                                                     |
| 1679–1700 | Johannes Vultejus                   | 1639–1700  |                                                     |
| 1701–1708 | Zacharias Esberg den äldre          | 1666–1708  |                                                     |
| 1709–1711 | Daniel Norlindh                     | 1662–1728  | Senare kyrkoherde i Klara församling.               |
| 1711–1713 | Olaus Haldin                        | 1671–1713  |                                                     |
| 1715–1722 | Johannes Ekendahl                   | 1668–1722  |                                                     |
| 1722–1728 | Johan Possieth                      | 1667–1728  |                                                     |
| 1730–1737 | Johan Croel                         | 1678–1737  |                                                     |
| 1737–1741 | Christian Törning                   | 1701–1741  |                                                     |
| 1743–1745 | Samuel Troilius                     | 1706–1764  | Senare kyrkoherde i Klara församling.               |
| 1745–1752 | Justus Christopher Hauswolff        | 1708–1773  | Senare kyrkoherde i Klara församling.               |
| 1752–1763 | Abraham Pettersson                  | 1724–1763  |                                                     |
| 1766–1784 | Gabriel Rosén                       | 1720–1784  |                                                     |
| 1787–1806 | Anders Borg                         | 1749–1809  | Senare kyrkoherde i Jakob och Johannes församling.  |

### Komministrar
| Ämbetstid | Namn                        | Levnadstid | Övrigt                                             |
| --------- | --------------------------- | ---------- | -------------------------------------------------- |
| 1632–1637 | Petrus Matthiæ              | 1603–1656  |                                                    |
| 1641–1661 | Nicolaus Martini            | –1667      | Senare kyrkoherde i Vittinge församling.           |
| 1661–1664 | Laurentius Benedicti Sandel |            | Senare komminister i Nikolai församling.           |
| 1664–1671 | Petrus Isaaci Bröms         | –1698      | Senare kyrkoherde i Vendels församling.            |
| 1671–1681 | Olaus Sparrman              | 1640–1690  | Senare kyrkoherde till Nyköpings östra församling. |
| 1681–1686 | Ivar Lundh                  | –1702      | Senare kyrkoherde i Gränna stadsförsamling.        |
| 1686–1692 | Nicolaus Rolofson           | 1654–1692  | Senare kyrkoherde i Västerviks församling.         |
| 1692–1716 | Laurentius Nibling          | 1657–1716  |                                                    |
| 1717–1754 | Gustaf Örnberg              | –1754      | Senare kyrkoherde i Stora Mellösa församling.      |
| 1755–1765 | Pehr Soilander              | 1716–1792  | Senare kyrkoherde i Närtuna församling.            |
| 1765–1772 | Pehr Stenbeck               | 1731–1776  | Senare kyrkoherde i Börstils församling.           |
| 1772–1784 | Daniel Nohrborg             | 1739–1819  | Senare kyrkoherde i Irsta församling.              |
| 1784–1796 | Eric Norbergson             | 1748–1796  |                                                    |
| 1798–1807 | Eric Dynæsius               | 1744–1823  |                                                    |

## Organister
| Ämbetstid | Namn                               | Levnadstid | Övrigt                              |
| --------- | ---------------------------------- | ---------- | ----------------------------------- |
| 1647–1655 | Ernst Salchow                      | –1680      | Organist                            |
| 1680–1701 | Johann De Croll                    | 1639–1701  | Organist                            |
| 1702–1710 | Reinhold de Croll                  | 1673–1710  | Organist. Son till Johann De Croll. |
| 1710–1728 | Michael Zethrin                    | 1660–1731  | Organist                            |
| 1729      | Johan Friedrich Seliger (Seeliger) | 1688–1753  | Organist                            |
| 1740      | Niclas Schlüter                    | –1743      | Organist                            |
| 1763–1783 | Erik Palmstedt                     | 1741–1803  | Organist                            |
| 1778–1780 | Johan Sjögren                      | –1804      | Vikarierande organist               |